# Calera (Oklahoma)
Calera es un pueblo ubicado en el condado de Bryan en el estado estadounidense de Oklahoma. En el año 2010 tenía una población de 	2164 habitantes y una densidad poblacional de 327,88 personas por km².

## Geografía
Calera se encuentra ubicado en las coordenadas 33°56′3″N 96°25′42″O / 33.93417, -96.42833 (33.934260, -96.428392).

## Demografía
Según la Oficina del Censo en 2000 los ingresos medios por hogar en la localidad eran de $27,766 y los ingresos medios por familia eran $31,140. Los hombres tenían unos ingresos medios de $26,793 frente a los $18,688 para las mujeres. La renta per cápita para la localidad era de $13,850. Alrededor del 15.8% de la población estaban por debajo del umbral de pobreza.